# Stidham
Stidham – miasto w Stanach Zjednoczonych, w stanie Oklahoma, w hrabstwie McIntosh.